# Lord Edward Clinton

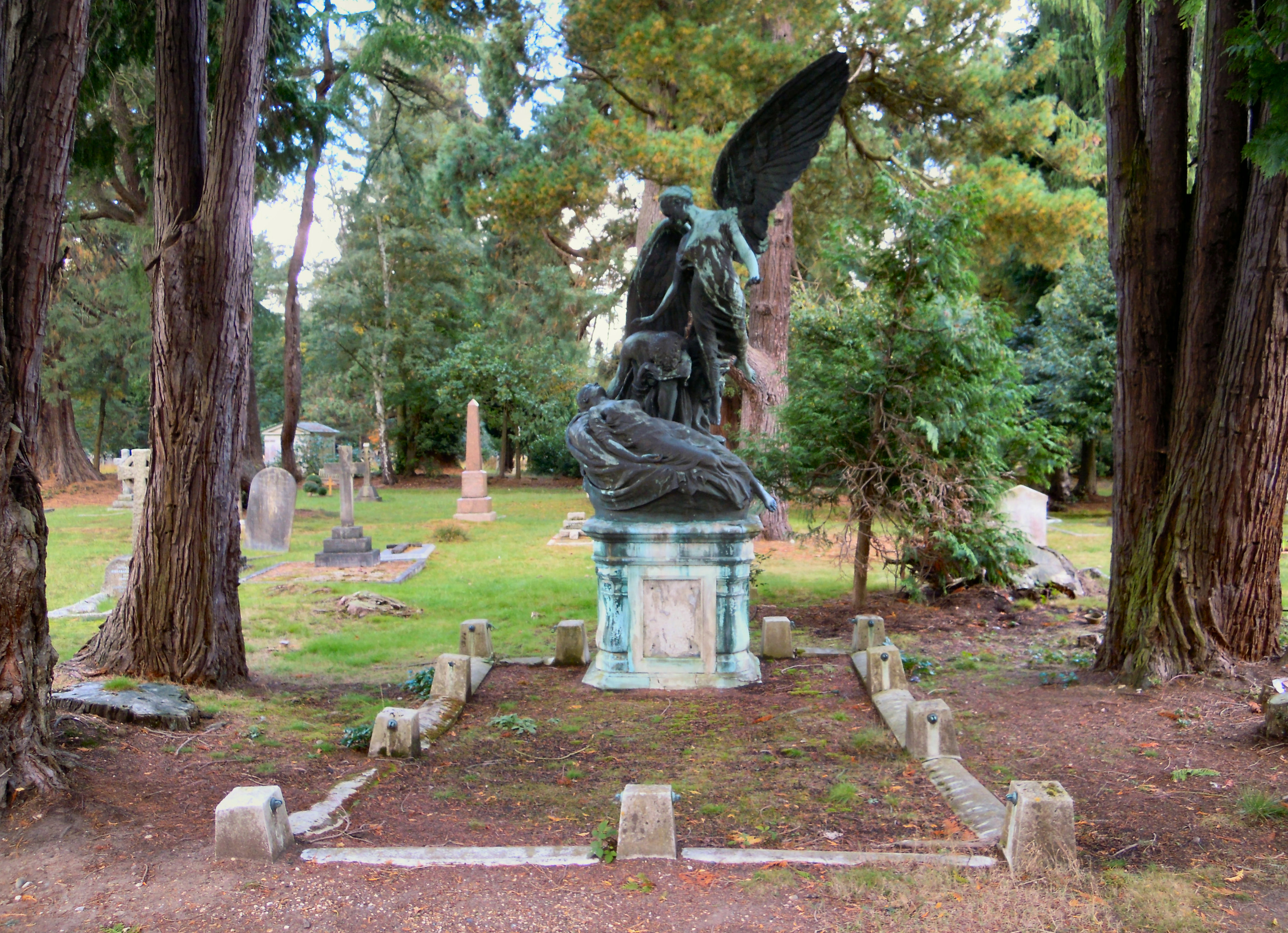
Tumba de Lord Edward y de su mujer, Cementerio Brookwood

Edward William Pelham Clinton (11 de agosto de 1836 – 9 de julio de 1907), conocido como lord Edward Clinton, fue un militar y político  británico del Partido Liberal británico.
Clinton fue el segundo hijo de Henry Pelham-Clinton, V Duque de Newcastle y de Lady Susan Hamilton. Realizó sus estudios en el Eton College hasta 1853.
Se unió a la Brigada de Rifleros como alférez en 1854 y sirvió en Crimea después de la caída de Sebastopol.  Logró el rango de capitán en 1857 y pasó 5 años en Canadá (1861–1865). En 1878  logró el rango de Teniente coronel y se retiró en 1880 mientras estaba destinado en India.
Clinton fue elegido parlamentario (MP) en las elecciones generales de 1865 por la circunscripción de Nottinghamshire Norte, pero no buscó su reelección en 1868.
Clinton fue Groom in Waiting de la Reina Victoria desde 1881 a 1894, después Master of the Household desde 1894 hasta la muerte de la reina. Después sería Groom in Waiting bajo el reinado del rey Eduardo VII en 1901 hasta su muerte.
El 22 de agosto de 1865, se casó con Matilda Jane Cradock-Hartopp, hija de Sir William Cradock-Hartopp, III Baronet, pero no tuvieron descendencia.
En memoria de su mujer reconstruyó el presbiterio de la iglesia de San Gabriel, Pimlico, con un coste de £1,400 encargado al arquitecto de Catedral de Westminster, JF Bentley. 
En su muerte fue enterrado en una tumba en el Cementerio de Brookwood.

## Honores
- KCB : Caballero comendador de la Orden del Baño
- GCVO : Caballero gran cruz de la Real Orden Victoriana  - 2 de febrero de 1901